# Любашівська селищна рада
Любаші́вська се́лищна ра́да — орган місцевого самоврядування Любашівської селищної громади в Подільському районі Одеської області.

## Склад ради
Рада складається з 30 депутатів та голови.
- Голова ради: Павлов Геннадій Анатолійович
- Секретар ради: Мокряк Людмила Миколаївна

### Керівний склад попередніх скликань
| Прізвище, ім'я, по батькові  | Основні відомості                                                        | Дата обрання | Дата звільнення |
| ---------------------------- | ------------------------------------------------------------------------ | ------------ | --------------- |
| Прижбило Людмила Антонівна   | Селищний голова, 1953 року народження, член Народної партії              | 26.03.2006   | 31.10.2010      |
| Павлов Геннадій Анатолійович | Селищний голова, 1967 року народження, освіта вища, член Партії регіонів | 31.10.2010   |                 |

Примітка: таблиця складена за даними сайту Верховної Ради України

### Депутати
За результатами місцевих виборів 2010 року депутатами ради стали:

#### За суб'єктами висування
| Суб'єкт висування                                       | Кількість обраних депутатів | %    |
| ------------------------------------------------------- | --------------------------- | ---- |
| Партія регіонів                                         | 20                          | 66,7 |
| Народна партія                                          | 3                           | 10   |
| Самовисування                                           | 3                           | 10   |
| Політична партія Всеукраїнське об'єднання «Батьківщина» | 2                           | 6,7  |
| Політична партія «Сильна Україна»                       | 1                           | 3,3  |
| Соціально-екологічна партія «Союз. Чорнобиль. Україна.» | 1                           | 3,3  |

#### За округами
| № округу                                                | Прізвище, ім'я, по батькові      | Дата визнання обраним | Освіта             | Партійна приналежність                                        | Відомості про обраного депутата                              |
| ------------------------------------------------------- | -------------------------------- | --------------------- | ------------------ | ------------------------------------------------------------- | ------------------------------------------------------------ |
| Народна Партія                                          |                                  |                       |                    |                                                               |                                                              |
| 9                                                       | Анчербак Володимир Іванович      | 05.11.2010            | вища               | позапартійний                                                 | пенсіонер                                                    |
| 18                                                      | Соколюк Людмила Іванівна         | 05.11.2010            | вища               | позапартійна                                                  | Любашівське РБТІ, інвентаризатор                             |
| 27                                                      | Овчар Леонід Євгенійович         | 05.11.2010            | вища               | член Народної партії                                          | пенсіонер                                                    |
| Партія регіонів                                         |                                  |                       |                    |                                                               |                                                              |
| 1                                                       | Рибальченко Земфіра Сабіровна    | 05.11.2010            | вища               | член Партії регіонів                                          | Любашівський районний будинок культури, провідний спеціаліст |
| 2                                                       | Вовк Світлана Петрівна           | 05.11.2010            | вища               | член Партії регіонів                                          | приватний підприємець                                        |
| 3                                                       | Дунаєвський Валерій Анатолійович | 05.11.2010            | вища               | член Партії регіонів                                          | Любашівський елеватор, завідувач складу                      |
| 4                                                       | Олійник Світлан Олександрівна    | 05.11.2010            | вища               | член Партії регіонів                                          | Любашівський дитячий садок «Казка», завідувачка              |
| 5                                                       | Шугайло Надія Василівна          | 05.11.2010            | вища               | член Партії регіонів                                          | приватний підприємець                                        |
| 6                                                       | Крижанівська Ліна Віналіївна     | 05.11.2010            | вища               | член Партії регіонів                                          | Любашівський елеватор, юрист                                 |
| 7                                                       | Мокряк Людмила Миколаївна        | 05.11.2010            | вища               | позапартійна                                                  | Любашівська селищна рада, секретар                           |
| 8                                                       | Ковальчук Лідія Миколаївна       | 05.11.2010            | вища               | член Партії регіонів                                          | пенсіонер                                                    |
| 10                                                      | Олійник Віктор Миколайович       | 05.11.2010            | вища               | член Партії регіонів                                          | Любашівська РДА, начальник відділу у справах молоді          |
| 12                                                      | Душка В'ячеслав Васильович       | 05.11.2010            | вища               | член Партії регіонів                                          | АТС СТП, інженер                                             |
| 15                                                      | Циба Володимир Васильович        | 05.11.2010            | вища               | член Партії регіонів                                          | ЦТП № 17, начальник дільниці лінійних споруд                 |
| 16                                                      | Харітон Олена Анатоліївна        | 05.11.2010            | вища               | член Партії регіонів                                          | Любашівська РДА, начальник служби у справах сім'ї та молоді  |
| 20                                                      | Ляховецька Лариса Михайлівна     | 05.11.2010            | вища               | член Партії регіонів                                          | Любашівське управління юстиції, держвиконавець               |
| 21                                                      | Карнадуд Олександр Анатолійович  | 05.11.2010            | вища               | член Партії регіонів                                          | пенсіонер                                                    |
| 22                                                      | Андрусик Олександр Іванович      | 05.11.2010            | вища               | член Партії регіонів                                          | Любашівська селищна рада, землевпорядник                     |
| 23                                                      | Остюченко Алла Євгеніївна        | 05.11.2010            | вища               | член Партії регіонів                                          | Любашівське районне споживче товариство, заступник голови    |
| 24                                                      | Остюченко Валентина Геннадіївна  | 05.11.2010            | вища               | член Партії регіонів                                          | Любашівське районне споживче товариство, голова              |
| 25                                                      | Будяченко Тетяна Миколаївна      | 05.11.2010            | вища               | член Партії регіонів                                          | дитячий центр юнацької творчості, директор                   |
| 28                                                      | Сімончук Володимир Дмитрович     | 05.11.2010            | вища               | член Партії регіонів                                          | Любашівська РДА, головний спеціаліст                         |
| 30                                                      | Міхеєв Сергій Юрійович           | 05.11.2010            | вища               | член Партії регіонів                                          | тимчасово не працює                                          |
| Політична партія Всеукраїнське об'єднання «Батьківщина» |                                  |                       |                    |                                                               |                                                              |
| 19                                                      | Лацик Ігор Богданович            | 05.11.2010            | середня спеціальна | член Всеукраїнського об'єднання «Батьківщина»                 | Любашівська районна лікарня ветмедицини, завідувач           |
| 29                                                      | Дмитрієнко Сергій Петрович       | 05.11.2010            | середня спеціальна | член Всеукраїнського об'єднання «Батьківщина»                 | приватний підприємець                                        |
| Політична партія «Сильна Україна»                       |                                  |                       |                    |                                                               |                                                              |
| 11                                                      | Мошняцька Людмила Іванівна       | 05.11.2010            | середня спеціальна | член Політичної партії «Сильна Україна»                       | Любашівська ЦРЛ, бухгалтер                                   |
| Соціально-екологічна партія «Союз. Чорнобиль. Україна.» |                                  |                       |                    |                                                               |                                                              |
| 26                                                      | Дудник Олександр Васильович      | 05.11.2010            | вища               | член Соціально-екологічної партії «Союз. Чорнобиль. Україна.» | Любашівська ЦРЛ, лікар-акушер                                |
| Самовисування                                           |                                  |                       |                    |                                                               |                                                              |
| 13                                                      | Табунщик Валентина Миколаївна    | 05.11.2010            | середня спеціальна | позапартійна                                                  | пенсіонер                                                    |
| 14                                                      | Поперечний Сергій Петрович       | 05.11.2010            | вища               | позапартійний                                                 | ПП «Комуна», заступник директора                             |
| 17                                                      | Новіцький Микола Григорович      | 05.11.2010            | середня спеціальна | член Партії регіонів                                          | пенсіонер                                                    |